# Corrida de Villejuif
 (mai 2011).
Si vous disposez d'ouvrages ou d'articles de référence ou si vous connaissez des sites web de qualité traitant du thème abordé ici, merci de compléter l'article en donnant les références utiles à sa vérifiabilité et en les liant à la section « Notes et références ».
La Corrida de Villejuif est une épreuve de course à pied sur route organisée annuellement depuis 1988 dans le centre-ville de Villejuif. 
L'évènement réunit chaque année plus de 1 500 coureurs venus de toute l'Europe (Italie, Portugal, Allemagne, Hongrie, Bulgarie) et notamment des villes jumelées avec Villejuif.
La Corrida propose également deux courses de 5 et 10 kilomètres labellisées par la Fédération française d'athlétisme et qualificatives pour les championnats de France.
Des courses sont également ouvertes aux jeunes athlètes (poussin, benjamin, minime), aux scolaires de la ville (CM1-CM2 et collèges) et aux familles.

Pour chaque inscription, 1 euro est reversé à l'association Une Maison au Cœur de la Vie, qui accueille les parents dont les enfants sont hospitalisés à l'Institut Gustave-Roussy à Villejuif. 

## Le palmarès
| Édition | Distance | Vainqueur masculin      | Vainqueur féminin      | Nombre de coureurs | Commentaires                                                                             |
| ------- | -------- | ----------------------- | ---------------------- | ------------------ | ---------------------------------------------------------------------------------------- |
| 1988    | 15 km    | Alberto Maraulhas       | Shivea Samy            | 1 200              | 1ère édition                                                                             |
| 1989    | 12 km    | M. Gonzales             | Panfil                 | 1 500              | 10 nations représentées                                                                  |
| 1990    | 12 km    | Doublé : Selmi et Sayah | Szydtonska             | 1 700              | 15 nations représentées                                                                  |
| 1991    | 12 km    | Salah Belkeir           | Hadj Mebarka           | 2 115              |                                                                                          |
| 1992    | 13,5 km  | Philippe Legrand        | Lucilla Soares         | 2 500              |                                                                                          |
| 1993    | 10 km    | Brahim Jabbour          | Sylvie Bornet          |                    | Parrain: Stéphane Diagana                                                                |
| 1994    | 10 km    | Mustapha Majid          | Rodica Noroiden        |                    |                                                                                          |
| 1995    | 10 km    | Brahim Jabbour          | Bertranne Adere        | 1 100              |                                                                                          |
| 1996    | 10 km    | Brahim Jabbour          |                        |                    | Présence de Véronique Vauzelle, vice-championne de France du 25 kilomètres en 1987       |
| 1997    | 10 km    | Abdellatif Lamouirich   | Zoia Kaznouskata       | 700                | 10e édition                                                                              |
| 1998    | 10 km    | Abdel Lahouiri          | Rudy Annette           |                    |                                                                                          |
| 1999    | 10 km    | Augusto Pires           | Aniko Javes            |                    |                                                                                          |
| 2000    | 10 km    | Moussa Miliani          | Chatiaeva              |                    | Les 100 ans de métro sont fêtés lors de la corrida.                                      |
| 2001    | 8,5 km   | Moussa Miliani          | Sandrine Faive         |                    |                                                                                          |
| 2002    | 9,6 km   | Moussa Miliani          |                        |                    |                                                                                          |
| 2003    | 10 km    | Moussa Miliani          | Flore Faber            |                    |                                                                                          |
| 2004    | 10 km    | Khaled Belabbas         | Lars Monique           |                    | 24 pompiers de Villejuif et de la ville jumelée de Neubrandenburg ont couru en uniforme. |
| 2005    | 10 km    | Khaled Belabbas         |                        |                    |                                                                                          |
| 2006    | 10 km    | Franck Nardi Colome     |                        |                    |                                                                                          |
| 2007    | 10 km    | Khaled Belabbas         |                        |                    | 20e édition. Parrains: Ladji Doucouré et Sandra Laoura                                   |
| 2008    | 10 km    | Khaled Belabbas         | Orfao Soraya           | 1 000              |                                                                                          |
| 2009    | 10 km    | Pedro Rodrigues         | Frédérique Fisel       | 1 500              |                                                                                          |
| 2010    | 10 km    | Mustapha Bennacer       | Aurélia Truel          |                    |                                                                                          |
| 2011    | 10 km    | Khaled Belabbas         | Flore Martinuzzi       |                    |                                                                                          |
| 2012    | 10 km    | Mohamed El Khallouki    | Augustina Esprit       |                    | 25e édition                                                                              |
| 2013    | 10 km    | Abdelslam Kenouche      | Florence Dorgan        |                    |                                                                                          |
| 2014    | 10 km    | Abdelslam Kenouche      | Florence Dorgan        |                    |                                                                                          |
| 2015    | 10 km    | Hicham Bengherda        | Anais Da Silva         |                    |                                                                                          |
| 2016    | 10 km    | --                      | --                     |                    | Edition annulée                                                                          |
| 2017    | 10 km    | Abderrahmane Anou       | Meredith Bortolameolli |                    | 30e édition                                                                              |
| 2018    | 10 km    | Mourad Maroufit         | Frédérique Angamouttou |                    |                                                                                          |
| 2019    | 10 km    | Gilbert Kimunyan        | Loice Chemnung         |                    |                                                                                          |
| 2020    | 10 km    | --                      | --                     |                    | Edition annulée                                                                          |
| 2021    | 10 km    |                         |                        |                    |                                                                                          |